# Grande Prêmio da Alemanha de 2019
O Grande Prêmio da Alemanha de 2019 (formalmente denominado Formula 1 Mercedes-Benz Großer Preis von Deutschland 2019) foi a decima primeira etapa da temporada de 2019 da Fórmula 1. Disputada em 22 de julho de 2019 no Hockenheimring, Hockenheim, Alemanha

## Relatorio

### Treino Classificatório
Q1
A fase tenebrosa de Sebastian Vettel teve mais um momento terrível logo no começo do Q1. Antes de abrir sua primeira volta rápida, o alemão relatou uma perda de potência no motor por um problema no turbo e recolheu o carro aos boxes. Os mecânicos trabalharam no carro, mas Vettel não voltou à pista e ficou em 20º e último no grid.
De cara, Leclerc fez o melhor tempo do fim de semana, com 1m12s229, e Verstappen ficou 0s364 atrás do monegasco. Bottas fez uma volta suficiente para colocá-lo em quinto lugar, e Hamilton, que inicialmente não fez uma boa volta, depois ficou na terceira posição.
O Q1 foi muito equilibrado, e apenas 0s3 separaram o quinto colocado Kimi Raikkonen do 15º e último classificado Daniil Kvyat. A decepção ficou por conta de Lando Norris, que acabou eliminado pela primeira vez no Q1 em seu ano de estreia ao ficar em 16º, apenas 0s055 atrás da zona de corte. Outra eliminação surpresa foi a de Alexander Albon em 17º.
Eliminados: Lando Norris (McLaren), Alexander Albon (Toro Rosso), George Russell (Williams), Robert Kubica (Wiliams) e Sebastian Vettel (Ferrari).
Q2
A Mercedes finalmente apareceu bem no começo do Q2, e Hamilton assinalou o melhor tempo do fim de semana com 1m12s149, usando pneus médios. Mesmo atrapalhado pelo tráfego, Leclerc ficou 0s195 atrás do inglês, deixando inicialmente Bottas em terceiro, todos com compostos médios.
Também com problemas no motor, Verstappen demorou a entrar na pista e conseguiu apenas o quinto tempo, atrás até mesmo de Gasly. O holandês fez uma volta conservadora usando os pneus mais macios, que ele obrigatoriamente terá de utilizar na largada da prova deste domingo.
Num fim de Q2 muito disputado, com míseros 0s033 separando o oitavo do 13º colocado, Hulkenberg, Grosjean e Pérez conseguiram avançar à etapa final do treino, deixando Giovinazzi, Magnussen e Ricciardo fora.
Eliminados: Antonio Giovinazzi (Alfa Romeo), Kevin Magnussen (Haas), Daniel Ricciardo (Renault), Daniil Kvyat (Toro Rosso) e Lance Stroll (Racing Point).
Q3
Quando se esperava uma briga acirrada pela pole position entre Leclerc e os pilotos da Mercedes, uma nova falha no carro da Ferrari tirou o monegasco de combate. Sem marcar nenhuma volta, Leclerc ficou apenas em décimo.
Hamilton fez logo de cara 1m11s767, melhor tempo do fim de semana, e abriu 0s346 de frente para Verstappen, com Bottas a 0s455. Na última série de tentativas, apenas o finlandês melhorou, mas não o suficiente para superar o piloto da RBR.

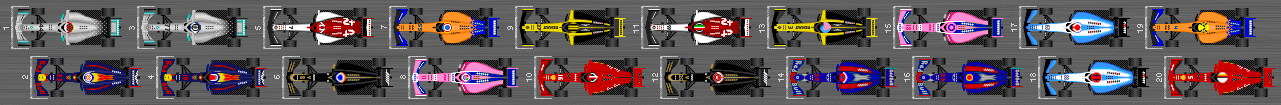
Grid de Largada

## Pneus
| Nome do composto | Cor | Banda de rolamento | Condições de Tempo | Dry Type                           | Aderência       | Longevidade   |
| ---------------- | --- | ------------------ | ------------------ | ---------------------------------- | --------------- | ------------- |
| Macio (C4)       |     | Slick (P Zero)     | Seco               | Soft                               | Mais aderência  | Menos durável |
| Médio (C3)       |     | Slick (P Zero)     | Seco               | Medium                             | Médio           | Médio         |
| Duro (C2)        |     | Slick (P Zero)     | Seco               | Hard                               | Menos aderência | Mais durável  |
| Intermediário    |     | Sulcos (Cinturato) | Molhado            | Intermediate (água não estagnante) | —               | —             |
| Chuva            |     | Sulcos (Cinturato) | Molhado            | Wet (água estagnante)              | —               | —             |

| Escolhas de Pneus de cada piloto para o GP da Alemanha: | Escolhas de Pneus de cada piloto para o GP da Alemanha: | Escolhas de Pneus de cada piloto para o GP da Alemanha: | Escolhas de Pneus de cada piloto para o GP da Alemanha: | Escolhas de Pneus de cada piloto para o GP da Alemanha: | Escolhas de Pneus de cada piloto para o GP da Alemanha: |
| ------------------------------------------------------- | ------------------------------------------------------- | ------------------------------------------------------- | ------------------------------------------------------- | ------------------------------------------------------- | ------------------------------------------------------- |
| Nº                                                      | Pilotos                                                 | Equipe(s)                                               | Duro                                                    | Medio                                                   | Macio                                                   |
| 44                                                      | Lewis Hamilton                                          | Mercedes                                                |                                                         |                                                         |                                                         |
| 77                                                      | Valtteri Bottas                                         | Mercedes                                                |                                                         |                                                         |                                                         |
| 5                                                       | Sebastian Vettel                                        | Ferrari                                                 |                                                         |                                                         |                                                         |
| 16                                                      | Charles Leclerc                                         | Ferrari                                                 |                                                         |                                                         |                                                         |
| 33                                                      | Max Verstappen                                          | Red Bull-Honda                                          |                                                         |                                                         |                                                         |
| 10                                                      | Pierre Gasly                                            | Red Bull-Honda                                          |                                                         |                                                         |                                                         |
| 3                                                       | Daniel Ricciardo                                        | Renault                                                 |                                                         |                                                         |                                                         |
| 27                                                      | Nico Hülkenberg                                         | Renault                                                 |                                                         |                                                         |                                                         |
| 8                                                       | Romain Grosjean                                         | Haas-Ferrari                                            |                                                         |                                                         |                                                         |
| 20                                                      | Kevin Magnussen                                         | Haas-Ferrari                                            |                                                         |                                                         |                                                         |
| 55                                                      | Carlos Sainz Jr.                                        | McLaren-Renault                                         |                                                         |                                                         |                                                         |
| 4                                                       | Lando Norris                                            | McLaren-Renault                                         |                                                         |                                                         |                                                         |
| 11                                                      | Sergio Pérez                                            | Racing Point-Mercedes                                   |                                                         |                                                         |                                                         |
| 18                                                      | Lance Stroll                                            | Racing Point-Mercedes                                   |                                                         |                                                         |                                                         |
| 7                                                       | Kimi Raikkonen                                          | Alfa Romeo Racing-Ferrari                               |                                                         |                                                         |                                                         |
| 99                                                      | Antonio Giovinazzi                                      | Alfa Romeo Racing-Ferrari                               |                                                         |                                                         |                                                         |
| 23                                                      | Alexander Albon                                         | Toro Rosso-Honda                                        |                                                         |                                                         |                                                         |
| 26                                                      | Daniil Kvyat                                            | Toro Rosso-Honda                                        |                                                         |                                                         |                                                         |
| 88                                                      | Robert Kubica                                           | Williams-Mercedes                                       |                                                         |                                                         |                                                         |
| 63                                                      | George Russell                                          | Williams-Mercedes                                       |                                                         |                                                         |                                                         |

## Resultados

### Treino Classificatório
| Pos.                     | Nº | Piloto             | Construtor                | Q1       | Q2       | Q3       | Grid |
| ------------------------ | -- | ------------------ | ------------------------- | -------- | -------- | -------- | ---- |
| 1                        | 44 | Lewis Hamilton     | Mercedes                  | 1:12.852 | 1:12.149 | 1:11.767 | 1    |
| 2                        | 33 | Max Verstappen     | Red Bull-Honda            | 1:12.593 | 1:12.427 | 1:12.113 | 2    |
| 3                        | 77 | Valtteri Bottas    | Mercedes                  | 1:13.075 | 1:12.424 | 1:12.129 | 3    |
| 4                        | 10 | Pierre Gasly       | Red Bull-Honda            | 1:12.991 | 1:12.385 | 1:12.522 | 4    |
| 5                        | 7  | Kimi Räikkönen     | Alfa Romeo-Ferrari        | 1:13.066 | 1:12.519 | 1:12.538 | 5    |
| 6                        | 8  | Romain Grosjean    | Haas-Ferrari              | 1:13.146 | 1:12.769 | 1:12.851 | 6    |
| 7                        | 55 | Carlos Sainz Jr.   | McLaren-Renault           | 1:13.221 | 1:12.632 | 1:12.897 | 7    |
| 8                        | 11 | Sergio Pérez       | Racing Point-BWT Mercedes | 1:13.194 | 1:12.776 | 1:13.065 | 8    |
| 9                        | 27 | Nico Hülkenberg    | Renault                   | 1:13.186 | 1:12.766 | 1:13.126 | 9    |
| 10                       | 16 | Charles Leclerc    | Ferrari                   | 1:12.229 | 1:12.344 | S/Tempo  | 10   |
| 11                       | 99 | Antonio Giovinazzi | Alfa Romeo-Ferrari        | 1:13.170 | 1:12.786 | —        | 11   |
| 12                       | 20 | Kevin Magnussen    | Haas-Ferrari              | 1:13.103 | 1:12.789 | —        | 12   |
| 13                       | 3  | Daniel Ricciardo   | Renault                   | 1:13.131 | 1:12.799 | —        | 13   |
| 14                       | 26 | Daniil Kvyat       | Toro Rosso-Honda          | 1:13.278 | 1:13.135 | —        | 14   |
| 15                       | 18 | Lance Stroll       | Racing Point-BWT Mercedes | 1:13.256 | 1:13.450 | —        | 15   |
| 16                       | 4  | Lando Norris       | McLaren-Renault           | 1:13.333 | —        | —        | 16   |
| 17                       | 23 | Alexander Albon    | Toro Rosso-Honda          | 1:13.461 | —        | —        | 17   |
| 18                       | 63 | George Russell     | Williams-Mercedes         | 1:14.721 | —        | —        | 18   |
| 19                       | 88 | Robert Kubica      | Williams-Mercedes         | 1:14.839 | —        | —        | 19   |
| Tempo dos 107%: 1:17.285 |    |                    |                           |          |          |          |      |
| DNQ                      | 5  | Sebastian Vettel   | Ferrari                   | S/Tempo  | —        | —        | 20   |
| Fonte:                   |    |                    |                           |          |          |          |      |

### Corrida

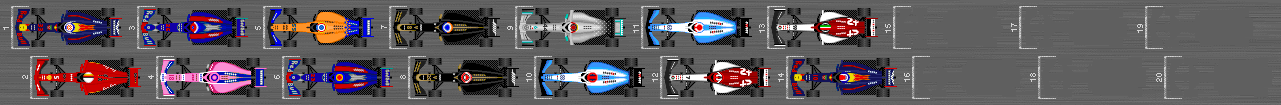
Resultado da corrida

| Pos.                                         | Nu. | Piloto             | Construtor                | Voltas | Tempo/Retirado | Pit Stop | Pneus | Grid | Pontos |
| -------------------------------------------- | --- | ------------------ | ------------------------- | ------ | -------------- | -------- | ----- | ---- | ------ |
| 1                                            | 33  | Max Verstappen     | Red Bull-Honda            | 64     | 1:44:31.275    | 5        |       | 2    | 25+1   |
| 2                                            | 5   | Sebastian Vettel   | Ferrari                   | 64     | +7.333s        | 5        |       | 20   | 18     |
| 3                                            | 26  | Daniil Kvyat       | Toro Rosso-Honda          | 64     | +8.305s        | 4        |       | 14   | 15     |
| 4                                            | 18  | Lance Stroll       | Racing Point-BWT Mercedes | 64     | +8.966s        | 5        |       | 15   | 12     |
| 5                                            | 55  | Carlos Sainz Jr.   | McLaren-Renault           | 64     | +9.583s        | 3        |       | 7    | 10     |
| 6                                            | 23  | Alexander Albon    | Toro Rosso-Honda          | 64     | +10.052s       | 4        |       | 17   | 8      |
| 7                                            | 8   | Romain Grosjean    | Haas-Ferrari              | 64     | +16.838s       | 5        |       | 6    | 6      |
| 8                                            | 20  | Kevin Magnussen    | Haas-Ferrari              | 64     | +18.765s       | 6        |       | 12   | 4      |
| 9                                            | 44  | Lewis Hamilton     | Mercedes                  | 64     | +19.667s       | 6        |       | 1    | 2      |
| 10                                           | 88  | Robert Kubica      | Williams-Mercedes         | 64     | +24.987s       | 5        |       | 19   | 1      |
| 11                                           | 63  | George Russell     | Williams-Mercedes         | 64     | +26.404s       | 5        |       | 18   |        |
| 12                                           | 7   | Kimi Räikkönen     | Alfa Romeo-Ferrari        | 64     | +42.214s1      | 4        |       | 5    |        |
| 13                                           | 99  | Antonio Giovinazzi | Alfa Romeo-Ferrari        | 64     | +43.849s1      | 4        |       | 11   |        |
| 14                                           | 10  | Pierre Gasly       | Red Bull-Honda            | 61     | Acidente       | 4        |       | 4    |        |
| Ret                                          | 77  | Valtteri Bottas    | Mercedes                  | 56     | Acidente       | 4        |       | 3    |        |
| Ret                                          | 27  | Nico Hülkenberg    | Renault                   | 39     | Acidente       | 3        |       | 9    |        |
| Ret                                          | 16  | Charles Leclerc    | Ferrari                   | 27     | Acidente       | 3        |       | 10   |        |
| Ret                                          | 4   | Lando Norris       | McLaren-Renault           | 25     | Motor          | 2        |       | 19   |        |
| Ret                                          | 3   | Daniel Ricciardo   | Renault                   | 13     | Motor          | 1        |       | 13   |        |
| Ret                                          | 11  | Sergio Pérez       | Racing Point-BWT Mercedes | 1      | Acidente       | 0        |       | 8    |        |
| Volta mais rápida: Max Verstappen - 1:16.645 |     |                    |                           |        |                |          |       |      |        |
| Fonte:                                       |     |                    |                           |        |                |          |       |      |        |

Notas
- ↑1  – Kimi Räikkönen e Antonio Giovinazzi da Alfa Romeo Racing originalmente concluíram a corrida na 7ª e 8ª posição, respectivamente, porém foram punidos com 30 segundos por irregularidades no torque da embreagem.[4][5]

## Curiosidade
- Robert Kubica volta a pontuar desde o GP de Abu Dhabi de 2010, quando terminou em quinto pela Renault.
- A Williams volta a pontuar desde o Grande Prêmio da Itália de 2018.
- Primeira Vez que as equipes irmãs, Red Bull e Toro Rosso vão pro pódio juntas.
- Primeiro Pódio da Toro Rosso, desde a vitória do Sebastian Vettel no GP da Itália de 2008.
- Primeiro Pódio com dois pilotos em equipes diferentes da Honda no pódio algo que não acontecia desde o Grande Prêmio da Austrália de 1988.
- Primeiro Pódio de Daniil Kvyat desde o GP da China de 2016.
- A Red Bull Racing bate o recorde do Pit Stop mais Rápido com tempo de 1.88 feito do piloto Max Verstappen e superar o Pit Stop da própria equipe feito na corrida anterior.
- Melhor colocação de George Russell na carreira em que ele repeteria esse feito algumas vezes até seus primeiros pontos com a Mercedes no Grande Prêmio de Sakhir de 2020.

## Voltas na Liderança
- Commons

| Nº de Voltas | Piloto         | Voltas |
| ------------ | -------------- | ------ |
| 34           | Max Verstappen | 31-64  |
| 30           | Lewis Hamilton | 1-30   |

## 2019DHLFastest Pit Stop Award

### Resultado
| 1      |  |  |  |  | 25 |
| 2      |  |  |  |  | 18 |
| 3      |  |  |  |  | 15 |
| 4      |  |  |  |  | 12 |
| 5      |  |  |  |  | 10 |
| 6      |  |  |  |  | 8  |
| 7      |  |  |  |  | 6  |
| 8      |  |  |  |  | 4  |
| 9      |  |  |  |  | 2  |
| 10     |  |  |  |  | 1  |
| Fonte: |  |  |  |  |    |

### Classificação
| Tabela do DHL Fastest Pit Stop Award \| Pos \| Construtor \| Pontos \| \| --- \| ---------- \| ------ \| \| 1 \| \| \| \| 2 \| \| \| \| 3 \| \| \| \| 4 \| \| \| \| 5 \| \| \| \| 6 \| \| \| \| 7 \| \| \| \| 8 \| \| \| \| 9 \| \| \| \| 10 \| \| \| |            |        |
| Pos | Construtor | Pontos |
| 1 |            |        |
| 2 |            |        |
| 3 |            |        |
| 4 |            |        |
| 5 |            |        |
| 6 |            |        |
| 7 |            |        |
| 8 |            |        |
| 9 |            |        |
| 10 |            |        |

## Tabela do campeonato após a corrida
Somente as cinco primeiras posições estão incluídas nas tabelas.
| Pos | Piloto           | Pontos | Var     |
| --- | ---------------- | ------ | ------- |
| 1   | Lewis Hamilton   | 225    | Estável |
| 2   | Valtteri Bottas  | 184    | Estável |
| 3   | Max Verstappen   | 162    | Estável |
| 4   | Sebastian Vettel | 141    | Estável |
| 5   | Charles Leclerc  | 120    | Estável |

| Pos | Construtor         | Pontos | Var     |
| --- | ------------------ | ------ | ------- |
| 1   | Mercedes           | 409    | Estável |
| 2   | Ferrari            | 261    | Estável |
| 3   | Red Bull-TAG Heuer | 217    | Estável |
| 4   | McLaren-Renault    | 70     | Estável |
| 5   | Toro Rosso-Honda   | 42     | 3       |